# Glyphis garricki
De Glyphis garricki of noordelijke rivierhaai is een haai uit de familie van de requiemhaaien. De eerste voor de wetenschap bekende exemplaren van de noordelijke rivierhaai waren twee pasgeboren vrouwtjes uit Papoea-Nieuw-Guinea die werden ontdekt door de jonggestorven Nieuwe-Zeelandse ichtyoloog prof. dr. Jack Garrick (1953-1999). Tot 2008 werd deze rivierhaai ‘'Glyphis sp. C genoemd. In 2008 werd de soort officieel beschreven aan de hand van aanvullende vangsten uit onder andere de East Alligator River in Kakadu National Park.

## Natuurlijke leefomgeving
De Glyphis garricki komt voor in Nieuw-Guinea en het noorden van Australië. Net als de speertandhaai, is G. garricki een haai die leeft in troebel zoet, brak en zout water van brede rivieren en riviermondingen.

## Etymologie
De haai is genoemd naar Jack Garrick voor zijn herziening van de Carcharhinidae en zijn ontdekking van deze soort.
Gangeshaai (Glyphis gangeticus) · Noordelijke rivierhaai (Glyphis garricki) · Speertandhaai (Glyphis glyphis) · Siamese haai (Glyphis siamensis)